# Будва на пјену од мора (1. сезона)
Прва сезона телевизијске серије Будва на пјену од мора је је снимана и емитована 2011. и 2012.

## Радња
У првој сезони се осликава сукоб система вредности различитих склопова двеју црногорских породица, једне конзервативне и друге либералне. Главни лик ове серије је Саво Бачић. Овај контроверзни бизнисмен купује у Будви све што му се допада, инвестира у вишеспратнице. Други главни лик ове серије је Јово Радмиловић пензионисани полицајац, хонорарно запослен у хотелу „Сплендид“, удовац, приморац навикао да живи успореним животом, не сналази се у транзиционом добу. Заплет настаје кад се роди љубав између Савове кћерке Бојане и Јововог сина Луке.

## Улоге
| Глумац:                 | Улога:          |
| ----------------------- | --------------- |
| Милутин Караџић         | Саво Бачић      |
| Младен Нелевић          | Јово Радмиловић |
| Љиљана Благојевић       | Нађа Бачић      |
| Дубравка Вукотић Дракић | Олга Радмиловић |
| Марко Николић           | Јоко Радмиловић |
| Сања Јовићевић          | Бојана Бачић    |
| Момчило Оташевић        | Лука Радмиловић |
| Милена Марић            | Лина Бошковић   |
| Бранимир Поповић        | Мартин          |
| Андрија Милошевић       | Луњо Докмановић |
| Андреа Мугоша           | Миљана Поповић  |
| Божо Зубер              | Зоро Чери       |
| Сташа Радуловић         | Наташа          |
| Милош Пејовић           | Алек            |
| Драган Бјелогрлић       | Дибоа           |
| Александра Јанковић     | Нина            |
| Војо Кривокапић         | Инспектор Мирко |
| Бранка Кнежевић         | Борка Жижић     |
| Никола Шоћ              | Боћо            |
| Јован Кривокапић        | Пеђа            |
| Данило Челебић          | Митар           |
| Петар Стругар           | Мировић         |
| Саша Јоксимовић         | Саша            |
| Никола Перишић          | Били            |
| Душан Ковачевић         | Френки          |
| Данило Бабовић          | Мишкец          |
| Александар Радовић      | Микаш           |
| Петар Борета            | Серјожа         |